# 130320 Maherrassas
130320 Maherrassas este o planetă minoră (asteroid), cu un diametru de 5,36 km, din centura de asteroizi. A fost descoperită pe 2 martie 2000 la Catalina Station⁠(d) de Catalina Sky Survey. 
Obiectul prezintă o orbită caracterizată de o semiaxă mare de 3,1873039144974 UAi, o excentricitate de 0,13, o înclinație de 2,1 ° în raport cu ecliptica.